# Jelsa kyrka
För Jelsa i Kroatien, se Jelsa, Kroatien

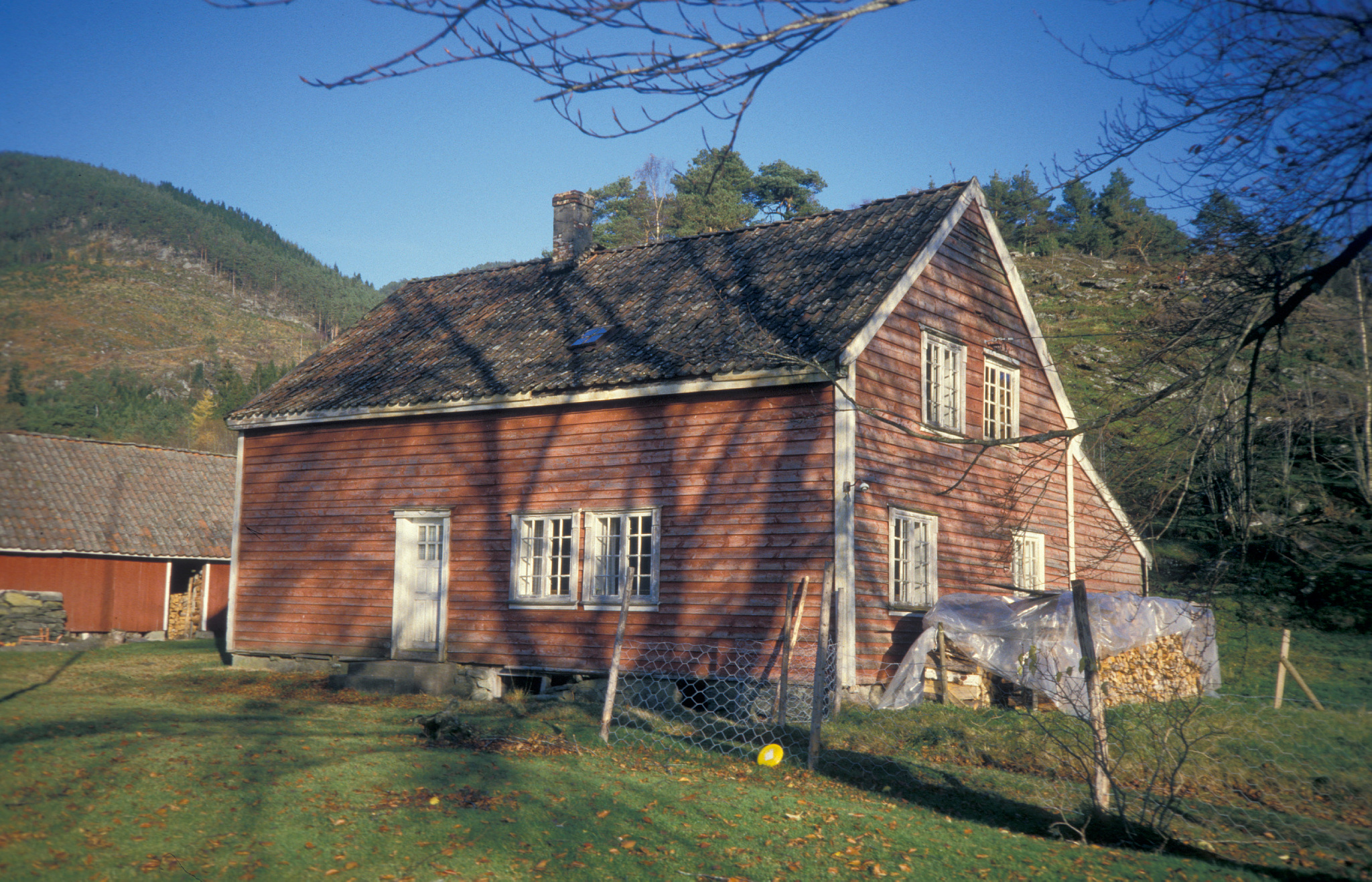
Jelsa prästgård i november 1987

Jelsa kyrka  (norska: Jelsa kirke) är en kyrkobyggnad från 1647 i byn Jelsa i Jelsa socken i Suldals kommun i Rogaland fylke i Norge. Byggnaden är i trä och har 150 platser.
Där dagens kyrkobyggnad står, fanns tidigare en liten stavkyrka, som omnämns i källor från 1286. Jelsa har varit plats för religiösa offer sedan vikingatiden, och det finns tecken på att det fanns en offerplats på samma ställe på vikingatiden. 
En ny kyrka byggdes utanpå den tidigare stavkyrkan på 1600-talet. Den var rikt utsmyckad med sniderier på bänkarnas framsidor och hade en målad predikstol från 1623–1625 med apostlamotiv, målad av Gottfried Hendtzschel. Innertaket var målat som ett himlavalv med stjärnor. År 1850 genomfördes dock en modernisering, i vilket ingick en liggande fasadpanel och vitmålning både exteriört och interiört. Himlavalvet och andra takmålningar målades över och kyrkbänkarna byttes till bänkar av enklare slag. Kyrkan fick samtidigt ny läktare och en ny dopfunt. År 1871 revs tornet och ersattes av en sakristia och en åttkantig takryttare på skeppets västra ända. 
I början av 1950-talet genomfördes en restaurering för att återställa interiörens tidigare utseende, under ledning av arkitekten Valdemar Scheel Hansteen (1897–1980).